# فيات ريجاتا
فيات ريجاتا هي سيارة أنتجتها شركة صناعة السيارات الإيطالية فيات في الفترة من عام 1983 حتى عام 1990. تم استخدام اسم ريجاتا لإصدارات السيدان وعربة المحطة (ستيشن واغن) من سيارة فيات ريتمو هاتشباك ، المقابلة لعملية ما بعد تجميل ريتمو. تم تقديم ريجاتا مع خيار من ثلاثة محركات بنزين واثنين من محركات الديزل ، على الرغم من أن عمليات فيات الأرجنتينية قامت بتركيب محركات أخرى من طرازات فيات اللاحقة حيث استمر الإنتاج هناك حتى عام 1995.
ابتكرت شركة إنتاج السيارات الإسبانية سيات سيارة صالون مماثلة من ركائز ريتمو تسمى سيات مالقة ، ولكن تم تطوير طراز السيارتين بشكل منفصل.

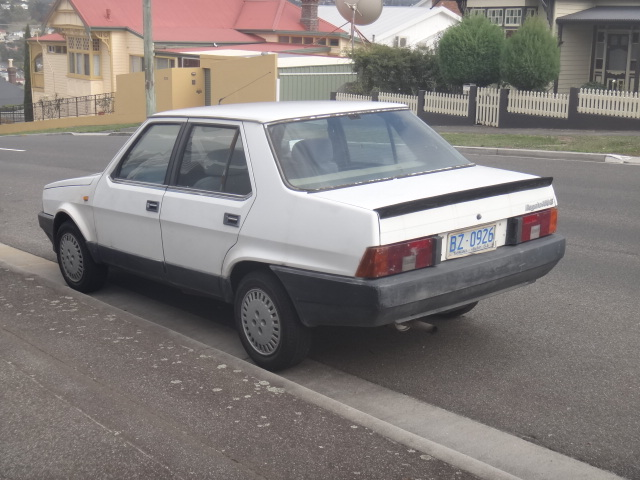
قبل شد الوجهة فيات ريجاتا أس (أستراليا)

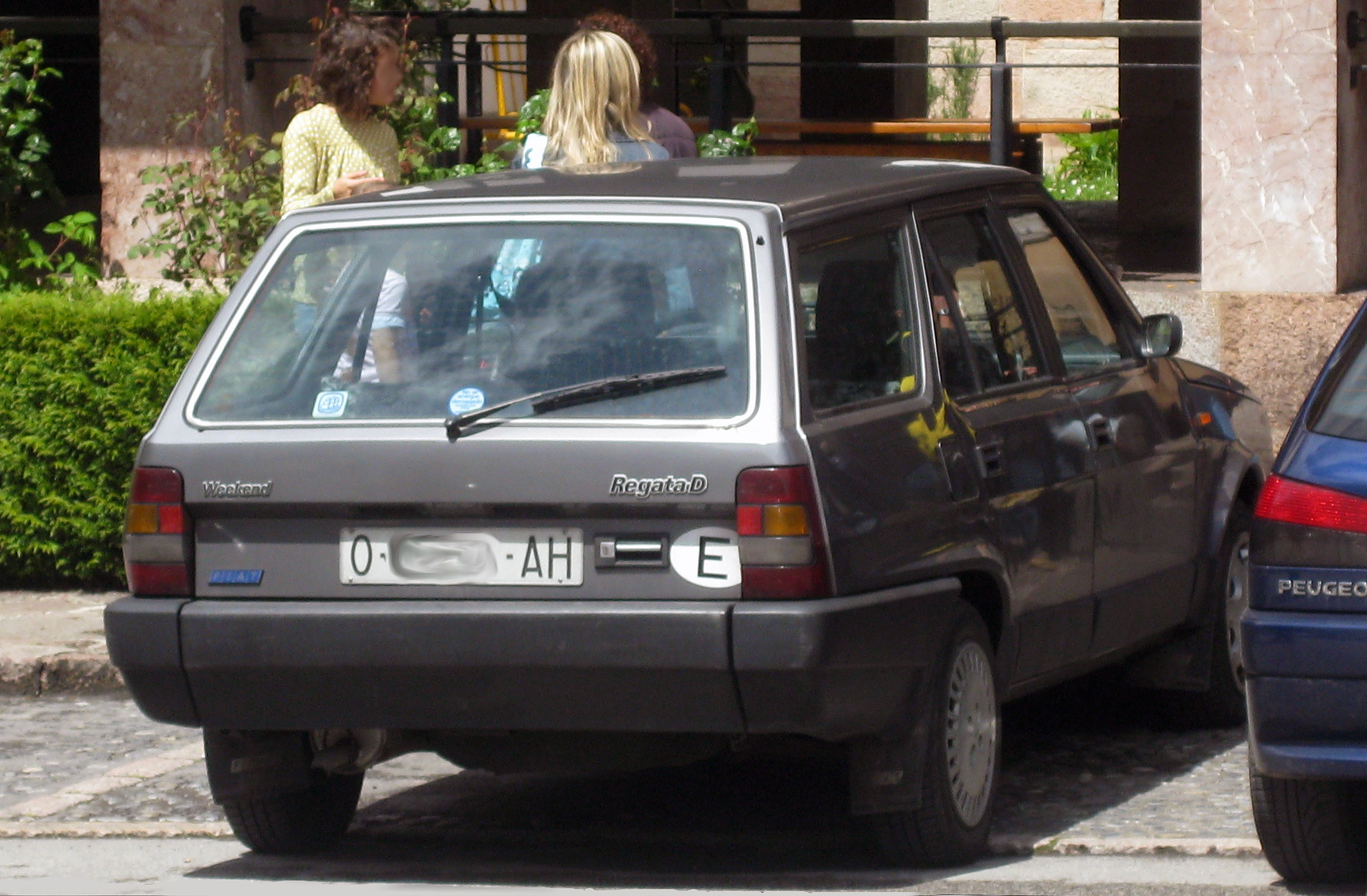
منظر خلفي لسيارة فيات ريجاتا دي ويكإند لعام 1986 (ما قبل عملية شد الوجهة) ، والتي تُظهر جزء المصد الخلفي الذي يمكن طيه لأسفل

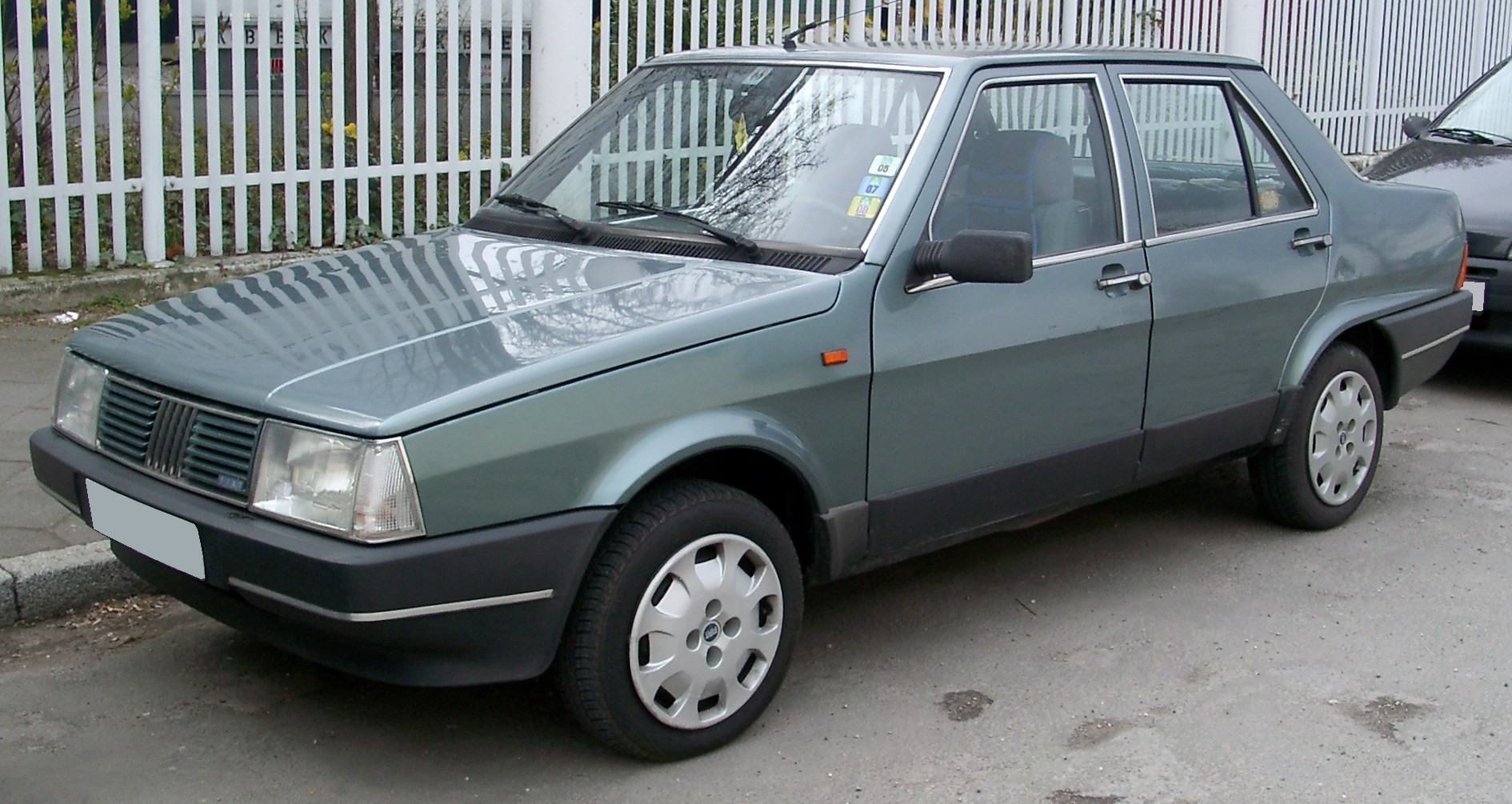
شد الوجهة فيات ريغاتا (أوروبا)

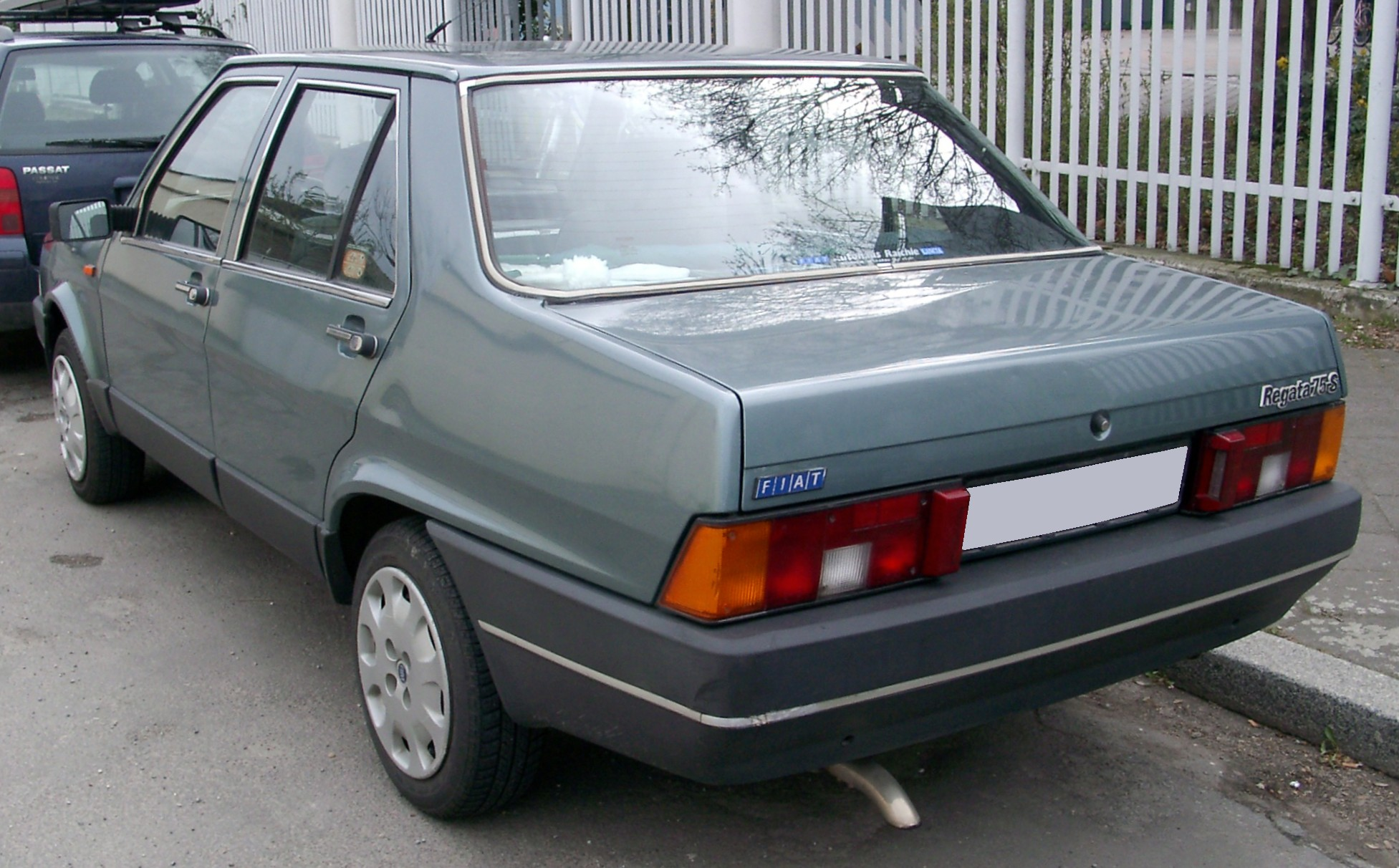
شد الوجهة فيات ريغاتا (أوروبا)